# 中嶋敏 (外交官)
中嶋 敏（なかじま さとし）は、日本の外交官。ホーチミン総領事を経て、2016年（平成28年）から、パプアニューギニア駐箚特命全権大使。

## 経歴・人物
静岡県出身。1976年外務省入省。1977年東京外国語大学外国語学部中国語学科卒業。南イリノイ州立大学、ハノイ大学でベトナム語研修を受けた。2002年在ベトナム日本国大使館政務参事官。2006年アジア大洋州局南東アジア第一課地域調整官。2010年在東ティモール日本国大使館公使参事官。2013年在ソロモン日本国大使館参事官/臨時代理大使。2014年ホーチミン総領事。2016年からパプアニューギニア駐箚特命全権大使を務め、供与限度額役11億円となる無償資金協力に関する交換公文の署名などにあたった。